# Gaio Musonio Rufo

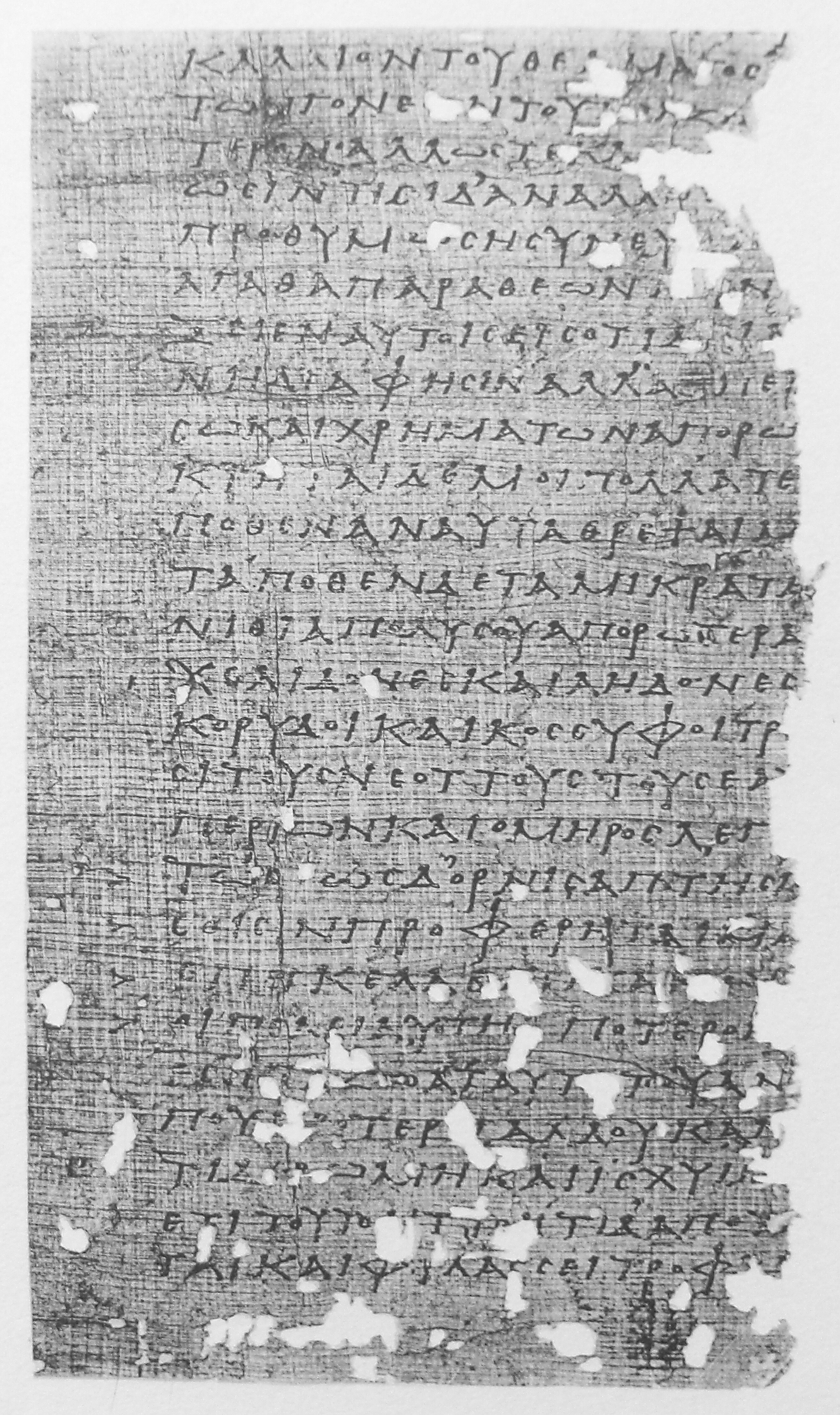
Frammento di papiro (P.Harr. I 1, Col. 2, ll. 25–50), con parte della Diatriba XV

Gaio Musonio Rufo (Volsinii, 30 circa – 100 circa) è stato un filosofo romano.

## Biografia
Sulla vita di Gaio Musonio Rufo, stoico, si posseggono poche notizie certe. È noto che nacque a Volsinii, corrispondente all'odierna Bolsena, in Etruria, che fu cavaliere e visse nel I secolo d.C., all'incirca tra il 30 e il 100.
Il praenomen  Gaio lo conosciamo solo attraverso Plinio il Giovane, che ci fornisce anche un’altra notizia su una sua figlia (presumibilmente chiamata Musonia, secondo l’uso romano), che fu sposata ad un certo Artemidoro, di probabile origine siriana, al quale Plinio prestò aiuto anche per stima e affetto nei confronti del suocero. Sappiamo dalla voce  Mousonios della Suda che egli fu figlio di Capitone ma non abbiamo altre notizie sulla sua famiglia, che era comunque di origine etrusca: in effetti  il nomen Musonius, che doveva denotare la gens, viene indicato da alcuni studiosi della lingua etrusca come forma latina del gentilizio etrusco Musu, Muśu-nia.
Fra il 55 e il 60 fu a capo a Roma di un circolo filosofico-letterario e si dedicò anche alla politica, con idee abbastanza tradizionali e moderate. Fece parte del gruppo creatosi intorno a Rubellio Plauto, giovane discendente della famiglia Giulia e quando questo nel 60 fu allontanato da Roma in via precauzionale da Nerone, Musonio lo seguì in Asia; sappiamo che due anni dopo giunse l'ordine dell'imperatore di eliminare Rubellio Plauto. Musonio ritornò a Roma, ma nel 65, in concomitanza della congiura pisoniana, venne mandato in esilio (in quanto allievo di Seneca) nell'isola di Gyaros, inospitale e rocciosa nel Mar Egeo.
Indicativi della sua integrità morale e della sua coerenza sono altri due momenti della sua vita, entrambi riportati da Tacito nelle Storie.
Nel 69,  dopo essere ritornato dall’esilio, forse grazie all’imperatore Galba, con il quale sembra fosse in amicizia, nella fase finale della guerra civile seguita alla morte di Nerone, Musonio si rese protagonista di un primo episodio significativo, rivelatore della sua generosa attitudine a mettere in pratica i principi morali e gli ideali di pace che insegnava. In una Roma che era teatro di violenti scontri tra le fazioni avverse, il filosofo di Volsinii si impegnò a svolgere un’improbabile opera di pacificazione: 
Il secondo episodio, sempre riferito alla fine del 69, ci presenta Musonio Rufo impegnato nella riabilitazione della memoria dell’amico Barea Sorano, che nel 66 era stato sottoposto a processo e condannato a morte insieme alla figlia Servilia e a Trasea Peto. Contro di lui era stata resa una falsa testimonianza da parte del suo stesso maestro, Publio Egnazio Celere, anche lui appartenente alla corrente stoica. Musonio, che pure nei suoi insegnamenti si dichiarava contrario ad intentare cause per difendere se stesso dalle offese ricevute, in questo caso non esita ad accusare in Senato il traditore per difendere la memoria dell’amico condannato ingiustamente. Come scrive Tacito: 
Musonio portò avanti con tenacia il suo impegno, che fu coronato da successo: 
Più tardi riuscì a guadagnarsi la stima di Vespasiano evitando la cacciata dei filosofi del 71. Ci fu però un secondo esilio intorno all'80 e, dopo il suo rientro a Roma, voluto da Tito, le fonti tacciono. Potrebbe essere stato espulso da Roma nel 94, assieme agli altri filosofi, a causa di un senatoconsulto sollecitato da Domiziano, che fece uccidere Aruleno Rustico e cacciare Epitteto e altri. Da un'epistola di Plinio il Giovane, dell'inizio del II secolo, si apprende che egli non era più in vita.
Si proclamava suo discendente il poeta Postumio Rufio Festo Avienio (seconda metà del IV secolo).

## Opere
Probabilmente in modo volontario, sull'esempio di Socrate e come farà anche il discepolo Epitteto, non lasciò nulla di scritto.
I principi della sua predicazione filosofica si ricavano da una raccolta di diatribe dovuta a un discepolo di nome Lucio, di cui 21 ampi estratti sono conservati nell'Antologia di Giovanni Stobeo (V secolo). Essi sono intitolati:
I. Che non è necessario fornire molte prove per un problema 

II. Su chi nasce con un'inclinazione verso la virtù

III. Che anche le donne dovrebbero studiare filosofia

IV. Se le figlie debbano ricevere la stessa educazione dei figli maschi

V. Se è più efficace la teoria o la pratica

VI. Sul praticare la filosofia

VII. Che si dovrebbero disprezzare le difficoltà

VIII. Che anche i re dovrebbero studiare filosofia

IX. Che l'esilio non è un male

X. Il filosofo perseguirà qualcuno per lesioni personali?

XI. Quali mezzi di sostentamento sono appropriati per un filosofo?

XII. Sull'indulgenza sessuale

XIII. Qual è il fine principale del matrimonio

XIV. Il matrimonio è un ostacolo per la ricerca della filosofia?

XV. Ogni bambino che nasce dovrebbe essere allevato?

XVI. Bisogna obbedire ai propri genitori in tutte le circostanze?

XVII. Qual è il miglior viatico per la vecchiaia?

XVIII. Sul cibo

XIX Su vestiti e riparo

XX. Sugli arredi

XXI. Sul taglio dei capelli
Lo stile delle diatribe è semplice: in genere viene posta una questione iniziale, poi sviluppata con chiarezza durante il testo, spesso costruito in modo figurato, usando metafore e similitudini (spesso sfrutta il paragone con il medico, alcune volte intervengono immagini di animali). Questa caratteristica si adatta bene alla sua personalità e al suo tipo di insegnamento, tutto rivolto alla schiettezza della vita.
Ci restano, inoltre, frammenti minori, spesso in forma di apoftegma: a parte quelli sempre di Stobeo (in numero di 14), due frammenti conservati da Plutarco sono brevi aneddoti che potrebbero essere definiti come "detti celebri", mentre tre brani di Aulo Gellio conservano detti memorabili ed un quarto è lungo abbastanza da rappresentare la sintesi di un intero discorso. C'è, poi, un aneddoto in Elio Aristide ed Epitteto ne racconta una mezza dozzina (11, per la precisione). Restano, inoltre, due epistole, concordemente ritenute spurie.

## Pensiero
Musonio rappresenta, con Epitteto, Marco Aurelio e Seneca, uno dei quattro esponenti più significativi del neostoicismo romano. Egli, se per certi versi corrisponde appieno alle istanze propugnate dalla temperie spirituale del suo tempo, per altri si distingue e mette in luce, soprattutto per il recupero radicale e profondo di una filosofia intesa come arte del vivere bene e onestamente, cioè mezzo per conseguire uno scopo riscontrabile nei fatti.

### Il ruolo della filosofia
Egli crede che la filosofia (stoica) fosse la cosa più utile, in quanto ci persuade che né la vita, né la ricchezza, né il piacere sono un bene, e che né la morte, né la povertà, né il dolore sono un male; quindi questi ultimi non sono da temere. La virtù è l'unico bene, perché da sola ci impedisce di commettere errori nella vita. Del resto, sembra che solo il filosofo si occupi di studio della virtù. La persona che afferma di studiare filosofia deve praticarla più diligentemente di chi studia medicina o qualche altra attività, perché la filosofia è più importante e più difficile da comprendere di qualsiasi altra occupazione. Questo perché, a differenza di altre abilità, le persone che studiano filosofia sono state corrotte nella loro anima da vizi e abitudini sconsiderate, imparando cose contrarie a ciò che impareranno in filosofia. Ma il filosofo non studia la virtù soltanto come conoscenza teorica. Piuttosto, Musonio insiste sul fatto che la pratica è più importante della teoria, poiché la pratica ci porta all’azione in modo più efficace della teoria. Sosteneva che sebbene tutti siano naturalmente disposti a vivere senza errori e abbiano la capacità di essere virtuosi, non ci si può aspettare che qualcuno che non abbia effettivamente imparato l'abilità di vivere virtuosamente viva senza errori più di qualcuno che non è un medico esperto, un musicista , studioso, timoniere o atleta ci si poteva aspettare che praticassero quelle abilità senza errori.

### L'autocontrollo
In una delle sue diatribe, si racconta il consiglio che offrì a un re siriano in visita, dicendogli che deve proteggere e aiutare i suoi sudditi, quindi sapere cosa è buono o cattivo, utile o dannoso, utile o inutile per le persone. Ma diagnosticare queste cose è proprio il compito del filosofo. Poiché un re deve anche sapere cos'è la giustizia e prendere decisioni giuste, egli deve studiare filosofia, anche per possedere autocontrollo, frugalità, modestia, coraggio, saggezza, magnanimità, capacità di prevalere nel parlare sugli altri, capacità di sopportare il dolore e deve essere privo di errori . La filosofia, sosteneva Musonio, è l'unica arte che fornisce tutte queste virtù. Per dimostrare la sua gratitudine il re gli offrì tutto ciò che desiderava, al che il filosofo chiese solo che il re aderisse ai principi stabiliti.
Musonio sosteneva che, poiché l'essere umano è fatto di corpo e anima, dovremmo allenarli entrambi, ma quest'ultima richiede maggiore attenzione. Questo duplice metodo richiede l’abituarsi al freddo, al caldo, alla sete, alla fame, alla scarsità di cibo, a un letto duro, all’astensione dai piaceri e alla sopportazione dei dolori. Questo metodo rafforza il corpo, lo abitua alla sofferenza e lo rende idoneo ad ogni compito. Credeva che l'anima fosse rafforzata in modo simile sviluppando il coraggio attraverso la sopportazione delle difficoltà e rendendola autocontrollata astenendosi dai piaceri. Musonio insisteva sul fatto che l'esilio, la povertà, le lesioni fisiche e la morte non sono mali e un filosofo deve disprezzare tutte queste cose. Un filosofo considera l'essere picchiato, deriso o sputato come né dannoso né vergognoso e quindi non avrebbe mai litigato contro nessuno per tali atti, secondo Musonio. L'opposizione di Musonio alla vita lussuosa si estendeva alle sue opinioni sul sesso. Pensava che gli uomini che vivono nel lusso desiderano un'ampia varietà di esperienze sessuali, sia legittime che illegittime, sia con donne che con uomini. Ha osservato che a volte gli uomini licenziosi perseguono una serie di partner sessuali maschili. A volte diventano insoddisfatte dei partner sessuali maschili disponibili e scelgono di perseguire coloro che sono difficili da ottenere. Musonio condannò tutti questi atti sessuali ricreativi. Ha insistito sul fatto che solo gli atti sessuali finalizzati alla procreazione all’interno del matrimonio sono giusti. Ha denunciato l'adulterio come illegale e illegittimo. Giudicava i rapporti omosessuali un oltraggio contro natura. Sosteneva che chiunque sia sopraffatto dal piacere vergognoso è vile nella sua mancanza di autocontrollo.
Musonio difendeva l'agricoltura come un'occupazione adatta per un filosofo e nessun ostacolo all'apprendimento o all'insegnamento di lezioni essenziali. Gli insegnamenti esistenti di Musonio sottolineano l'importanza delle pratiche quotidiane. Ad esempio, ha sottolineato che ciò che si mangia ha conseguenze significative. Credeva che padroneggiare il proprio appetito per il cibo e le bevande fosse la base dell'autocontrollo, una virtù vitale. Sosteneva che lo scopo del cibo è nutrire e rafforzare il corpo e sostenere la vita, non fornire piacere. Digerire il cibo non ci dà alcun piacere, ragionò, e il tempo impiegato a digerire il cibo supera di gran lunga il tempo impiegato a consumarlo. È la digestione che nutre il corpo, non il consumo. Pertanto, concluse, il cibo che mangiamo serve al suo scopo quando lo digeriamo, non quando lo gustiamo.

### Il ruolo della donna
Musonio sostenne la sua convinzione che le donne dovessero ricevere la stessa educazione filosofica degli uomini con i seguenti argomenti. In primo luogo, gli dei hanno dato alle donne lo stesso potere di ragione degli uomini. La ragione valuta se un'azione è buona o cattiva, onorevole o vergognosa. In secondo luogo, le donne hanno gli stessi sensi degli uomini: vista, udito, olfatto e il resto. In terzo luogo, i sessi condividono le stesse parti del corpo: testa, busto, braccia e gambe. Quarto, le donne hanno un uguale desiderio per la virtù e una naturale affinità con essa. Le donne, non meno degli uomini, sono per natura compiaciute delle azioni nobili e giuste e censurano il loro contrario. Pertanto, concluse Musonio, è altrettanto appropriato che le donne studino filosofia, e quindi considerino come vivere onorevolmente, quanto lo è per gli uomini.